# Marun Abbud
Marun Abbud (1886. – 1962.) libanonski pisac i književni povjesničar. U svojim pripovijetkama slika težak život eksploatiranih seljaka, osvjetljuje probleme mladog pokoljenja: zbirka Min al-hakiba (Iz torbe), Hibr ala varak (Crnilo na papiru). Obrađuje povijesne teme (Emir ahmar Crveni emir) i piše radove iz povijesti arapske književnosti.